# Everton Blender
Everton Blender (Everton Dennis Williams, 21 de noviembre de 1954) es un cantante, compositor y productor discográfico nacido en Clarendon, Jamaica. Experimentando con géneros como el roots reggae y el dancehall, Everton ha publicado más de diez álbumes entre discos de estudio, en vivo y recopilaciones desde comienzos de la década de 1990 hasta la fecha.

## Discografía

### Estudio
- Lift Up Your Head (1994)
- Blend Dem (1995)
- Where Do The Children (1997)
- Rootsman Credential (1999)
- World Corruption (2000)
- Visionary (2001)
- King Man (2003)
- It's My Time (2005)
- Red Razor Riddim (2007)
- Higher Heights rEvolution (2011)

### En vivo y compilados
- Piece of da Blender: The Singles (1996)
- Live at the White River Reggae Bash (2000)
- Live in Berkely (2007)